# Tormentor (ungarische Band)
Tormentor ist eine ungarische Black-Metal-Band aus Budapest.

## Bandgeschichte
Tormentor wurden 1986 von Attila Csihar gegründet. Die Band trat zwischen 1986 und 1990 in Ungarn live auf und veröffentlichte die beiden Demos The Seventh Day of Doom (1987) und Anno Domini (1988). Sie spielten schnellen Thrash Metal, der ab und zu durch epische Passagen im Stile der alten Bathory ergänzt wurde; neben Bathory war auch Destruction ein Einfluss der Band. Die Band gab einige Auftritte in Ungarn, die chaotisch verliefen. Es war ihr zu dieser Zeit aufgrund des vorherrschenden kommunistischen Systems und der staatlichen Zensur nicht möglich, das zweite Demo offiziell als Album zu veröffentlichen. Über Tape-Trading wurde die Musik Tormentors jedoch im Metal-Underground weit über die Landesgrenzen bekannt. Im Jahre 1990 erschien Anno Domini dennoch über das ungarische Underground-Label Evil Records als professionelle Kassettenversion mit farbig-gedrucktem Cover (das berühmte Teufel mit Silbertablett und Nonnenkopf-Artwork). Diese Veröffentlichung enthält einen etwas anderen Mix als die bereits bekannten Versionen, die über Nocturnal Art Productions (1995) und Saturnus Productions (2007) herausgegeben wurden und auch die Reihenfolge der Titel wurde ein wenig umgestellt sowie der Titel Anno Domini gänzlich weggelassen. Diese Version gehört heute zu begehrten Sammlerobjekten bei Fans. 1991 musste die Band sich auflösen.
Csihar konnte Kontakte zur norwegischen Black-Metal-Szene knüpfen und sang auf Mayhems erstem Studioalbum De Mysteriis Dom Sathanas. Das zweite Demo Anno Domini sollte ursprünglich über Deathlike Silence Productions erscheinen, jedoch kam es auf Grund der Ermordung von Øystein Aarseth nicht mehr dazu. Über die Kontakte lernte Csihar allerdings Tomas „Samoth“ Thormodsæter Haugen von Emperor kennen, der Anno Domini schließlich 1995 als vierte Veröffentlichung auf seinem noch jungen Label Nocturnal Art Productions veröffentlichte. Neben dieser Veröffentlichung und dem Gesang auf dem Mayhem-Album wurde die Band zudem durch eine Coverversion bekannt: Dissection coverten das Lied Elisabeth Bathory, das sich mit der Legende der Blutgräfin befasst. 2004 übernahm Csihar bei diesem Lied auf einem der ersten Konzerte von Dissection nach der Haftentlassung von Jon Nödtveidt den Gastgesang.
1999 reanimierte Csihar Tormentor in neuer Besetzung und veröffentlichte das Album Recipe Ferrum! 777, welches 2001 erschien. Mit dem wilden Black Metal früherer Tage hat das Album nur noch wenig zu tun. Das Album wurde sehr von der ungarischen Folklore geprägt und enthält nur noch wenige Black-Metal-Elemente. Von der Kritik wurde das Werk verrissen. Seit der Veröffentlichung liegt die Band wieder auf Eis, da Csihar mit seinen anderen Projekten und Mayhem ausgelastet ist.
Beide Demos wurden immer wieder als Bootlegs neu aufgelegt. Fenriz von Darkthrone verwendete 2004 das Lied Elisabeth Bathory für seine Kompilation Fenriz Presents… The Best of Old-School Black Metal.

## Diskografie
- 1987: The Seventh Day of Doom (Eigenveröffentlichung)
- 1988: Anno Domini (Eigenveröffentlichung)
- 1989: Black and Speed Metal (Split-MC mit Diktátor, Atomic und Trepán; Sztár)
- 1990: Anno Domini (Pro-Tape-Version, anderer Mix; Evil Records)
- 1995: Anno Domini (CD, LP, Pic-LP; Nocturnal Art Productions)
- 1997: The Seventh Day of Doom (CD; Holocaust Records)
- 2000: The Sick Years (Pro-Tape, Live-Material; Osiris Productions)
- 2001: Recipe Ferrum! 777 (2001; Avantgarde Music)
- 2003: The Seventh Day of Doom (LP, Axxis Power Records)
- 2007: Anno Domini (CD-Version, Saturnus Records)